# Pachycnema ulrichi
Pachycnema ulrichi är en skalbaggsart som beskrevs av Dombrow 1998. Pachycnema ulrichi ingår i släktet Pachycnema och familjen Melolonthidae. Inga underarter finns listade i Catalogue of Life.